# Роберт Дж. Віньола
Роберт Дж. Віньола (італ. Robert G. Vignola; 5 серпня 1882, Тривіньйо — 25 жовтня 1953, Голлівуд) — італійський і американський актор, сценарист і режисер.

## Біографія
Роберт Дж. Віньола народився в місті Тривіньйо, в провінції Потенца. У віці трьох років Віньола разом з його родиною залишив Італію і переїхав в Нью-Йорк. Його акторський дебют відбувся в 19 років у театральній постановці «Ромео і Джульєтта».
Він почав свою кар'єру в кіно в якості актора в 1906 році в короткометражному фільмі «Чорна рука» режисера Уоллеса Маккатчена виробництва Байограф. Через рік він став працювати на студії «Калем», для якої зробив безліч фільмів. Як актор Віньола зіграв Юду Іскаріотського у фільмі «Від Ясел до Хреста» (1912), одному з найбільш успішних фільмів того періоду.
Як режисер він зняв 87 фільмів, частина з них втрачена: «Вампір» (1913) і «Сімнадцять» (1916), в якому зіграв Рудольф Валентино, не вказаний в титрах. Крім цього, був високо-бюджетний «Коли лицарство було в Цвіту» (1922), «Déclassée» (1925), в якому зіграв Кларк Гейбл, не вказаний в титрах. Фільм «Розбиті мрії» (1933) отримав номінацію за кращий іноземний фільм на Венеціанському кінофестивалі, і «Аллая буква» (1934) — останній фільм Колліни Мур.
Роберт Дж. Віньола помер в Голлівуді в 1953 році і був похований на цвинтарі Св. Агнес, Менандс, Нью-Йорк.

## Фільмографія

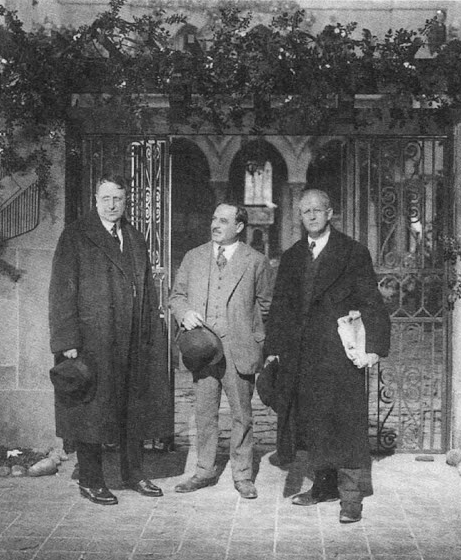
Зліва направо: Вільям Рендольф Херст, Роберт Дж. Віньола і Артур Брісбен у Нью-Йорку під час зйомок «Світ і Його дружина» (1920)

### Актор
- 1906 — Чорна рука
- 1908 — Боротьба за свободу
- 1910 — Хлопець зі старої Ірландії
- 1911 — The Colleen Bawn
- 1912 — Від Ясел до Хреста
- 1913 — Тартак Небезпеки
- 1913 — Відчайдушний шанс
- 1913 — Шабля Пророка

### Режисер

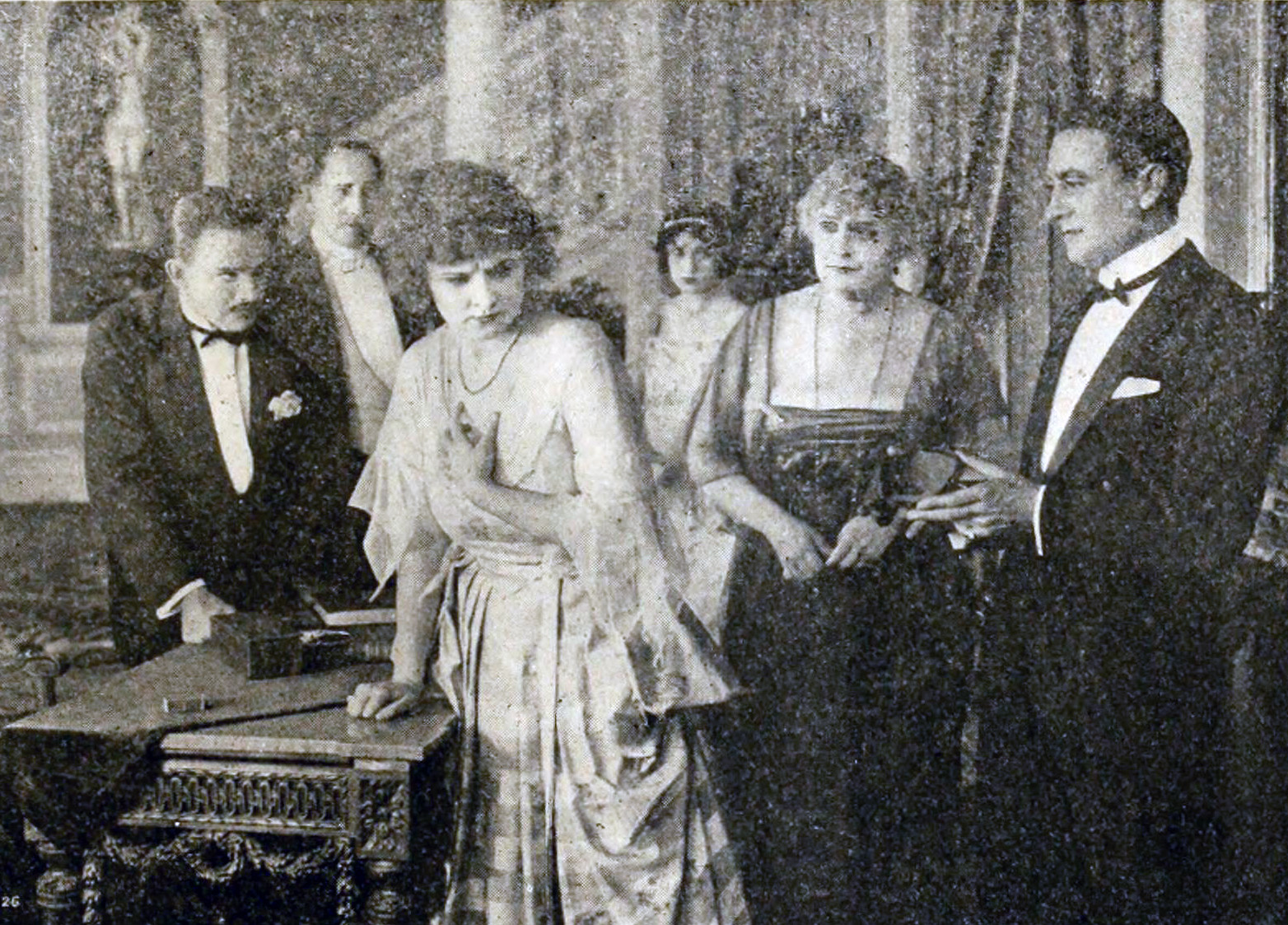
Фільм «Сцена з-під даху» (1916)

- Вампір (1913)
- Одрі (1916)
- Сімнадцять (1916)
- Зло Оного (1916)
- В Момент Перед (1916)
- Під прикриттям (1916)
- Великі сподівання (1917)
- Her Better Self (1917)
- Доля Фіфі (1917)
- Любов, Що Живе (1917)
- Двічі Перетнув (1917)
- Жіноча зброя (1918)
- His Official Fiancée (1919)
- More Than The Deadly Male (1919)
- Світ і Його Дружина (1920)
- Enchantment (1921)
- Краса коштує (1922)
- Коли лицарство в Кольорі (1922)
- Адам і Єва (1924)
- Іоланда (1924)
- В Шлюбі Фліртує (1924)
- Шлях дівчинки (1925)
- Déclassée (1925)
- Кабаре (1927)
- Розбиті мрії (1933)
- Червона Літера (1934)
- Дівчинка зі Скотланд Ярду (1937)

## Примітка
1. 1 2  Person Profile // Internet Movie Database — 1990.
2. 1 2  Bibliothèque nationale de France BNF: платформа відкритих даних — 2011.
3. ↑  Alfred Krautz, Hille Krautz, Joris Krautz, Encyclopedia of film directors in the United States of America and Europe, Volume 2, Saur, 1997, p.221
4. ↑  Robert G. Vignola; allmovie.com